# Île aux Canards
L’île aux Canards est une île de Nouvelle-Calédonie qui se trouve à proximité de la baie de l'anse Vata, à Nouméa.

## Toponymie
Auparavant, la baie de l'anse Vata s'appelait « baie des Canards », elle a donné son nom à l'îlot situé juste en face.

## Géographie

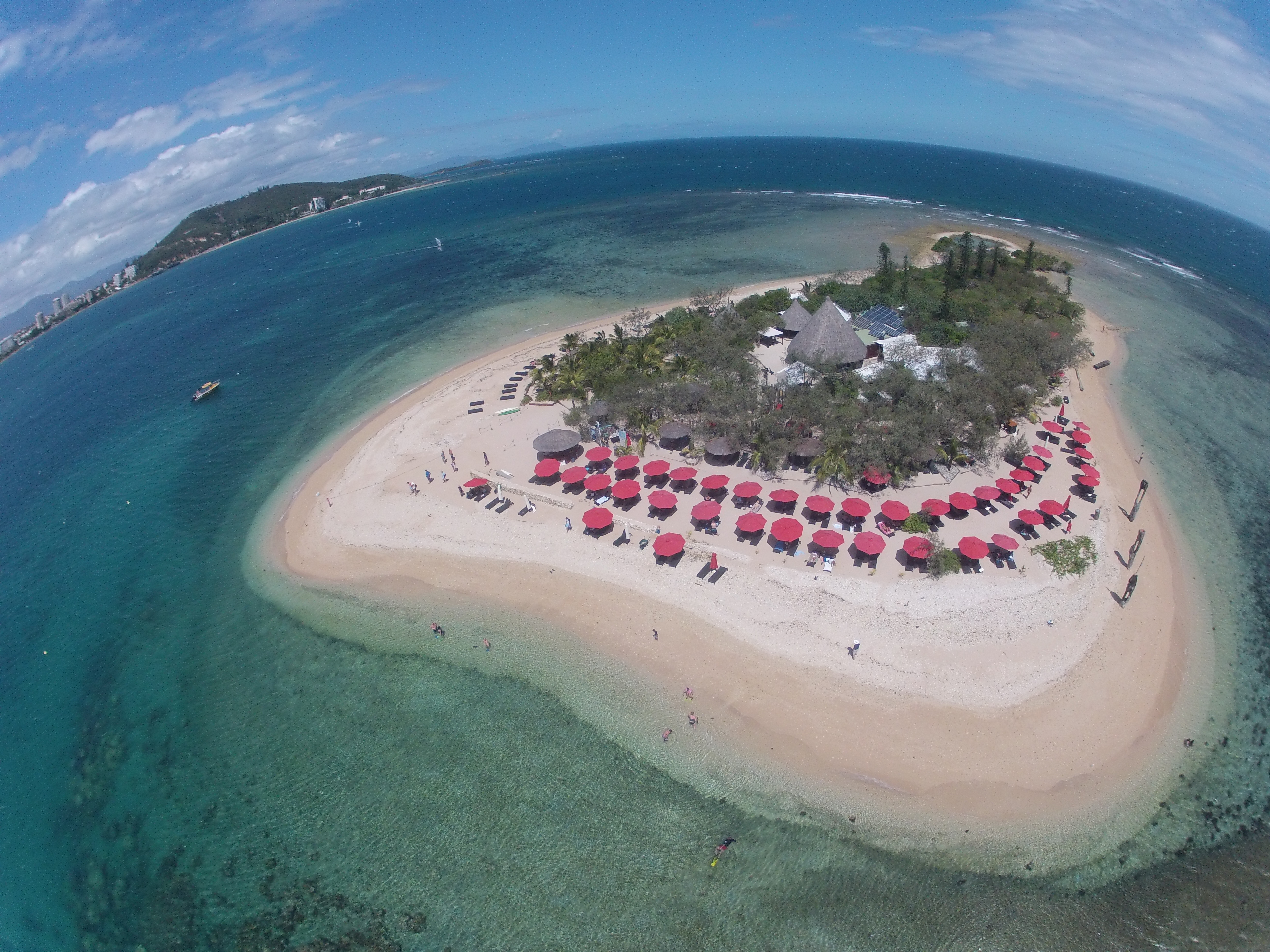
Vue aérienne de l'île aux Canards avec Nouméa en haut à gauche.

## Tourisme
L'île aux Canards fait partie d’un des sites touristiques les plus prisés de Nouméa. Environ 30 000 visiteurs fréquentent l'île par année. Le transport est assuré par les Taxis Boats qui emmènent les visiteurs à bord de petites navettes maritimes partant de la plage de l'anse Vata. L'îlot et ses alentours forment une réserve protégée créée en 1989, il est donc interdit de chasser, de pêcher et de prélever végétaux ou minéraux. La réserve comprend également le platier de la pointe Magnin, devant l'hôtel Le Méridien. Un fare servant de restaurant a été aménagé au milieu de l'îlot.

### Sentier sous-marin
Imaginé, réalisé et encadré par le Centre d'initiation à l'Environnement de Nouvelle-Calédonie, un sentier sous-marin permet la découverte de la faune et de la flore du lagon calédonien autour de l'îlot. Le sentier sous-marin, situé à la pointe nord de l'îlot, est d'une longueur de 400 mètres pour une profondeur de 2 à 7 mètres. Cette balade sous-marine de 30 minutes permet de découvrir différents écosystèmes. Des bouées sont installées le long du parcours avec pour chacune d'elles, un panneau explicatif sous-marin.

## Course sportive:La Traversée
Chaque année en mars se déroule la course de l'îlot Canard, un rassemblement où les nageurs de Nouméa se regroupent pour une traversée de la baie. La traversée est de 2 400 mètres environ aller-retour, les plus rapides l'effectuent en moins d’une demi-heure. Différentes catégories sont présentes avec ou sans palmes, licenciés non licenciés, junior, senior, etc. 